# Shire of Dandaragan
Shire of Dandaragan is een Local Government Area (LGA) in Australië in de staat West-Australië. Shire of Dandaragan telde 3.355 inwoners in 2021. De hoofdplaats is Jurien Bay.

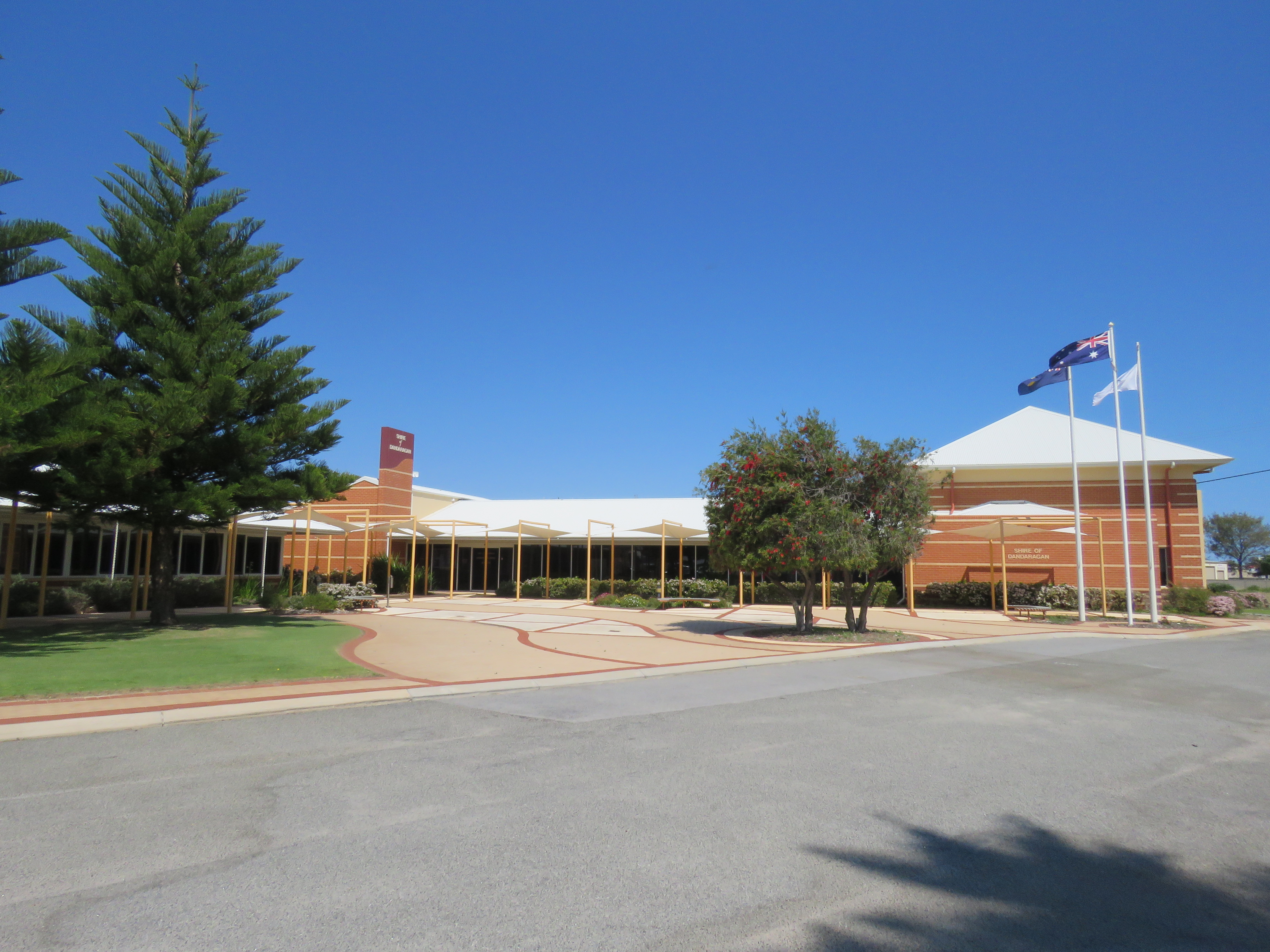
Districtskantoren

## Geschiedenis
In 1890 werd het Dandaraga Road District opgericht. Aan de naam werd in 1932 een -n- toegevoegd waardoor het district vanaf dan Dandaragan Road District heette. Ten gevolge van de Local Government Act van 1960 werd de naam op 1 juli 1961 veranderd in Shire of Dandaragan.
Tot de jaren 1960 was de Shire of Dandaragan een weinig bevolkt landbouwdistrict. De kustplaatsen Jurien Bay en Cervantes en de Pinnacles Desert werden langzaamaan toeristische trekpleisters en het district groeide. Dandaragan was oorspronkelijk het administratief centrum van het district maar in 2003 werd de administratie naar het ondertussen groter geworden Jurien Bay verhuisd.

## Plaatsen, dorpen en lokaliteiten
- Jurien Bay
- Cervantes
- Badgingarra
- Cataby
- Cooljarloo
- Dandaragan
- Hill River
- nationaal park Nambung
- Regans Ford
- Wedge Island

## Bevolking
| jaar | bevolking |
| ---- | --------- |
| 1911 | 269       |
| 1921 | 222       |
| 1933 | 240       |
| 1947 | 191       |
| 1954 | 303       |
| 1961 | 456       |
| 1966 | 619       |
| 1971 | 1.345     |
| 1976 | 1.709     |
| 1981 | 1.785     |
| 1986 | 2.128     |
| 1991 | 2.363     |
| 1996 | 2.570     |
| 2001 | 2.988     |
| 2006 | 2.884     |
| 2011 | 3.185     |
| 2016 | 3.213     |
| 2021 | 3.355     |